# ミシェル・マクール
ミシェル・マクール（Michelle McCool、本名：ミシェル・レイ・キャラウェイ（Michelle Leigh Calaway）、女性、1980年1月25日 - ）は、アメリカ合衆国の女子プロレスラー、ディーヴァである。アメリカフロリダ州パラトカ出身。

## 来歴
2004年にWWEのRAWで行われた2004ディーヴァサーチに参加。同年11月18日、スマックダウンにおいてデビュー。ベビーフェイスとして活動する。
2005年の8月にWWEのファーム団体Deep South Wrestlingのトレーニングセンターへ送られる。

### 2006年 - 2007年
2006年6月2日にミドルスクールの女教師というキャラクターでスマックダウンに復帰。KCジェームスとアイドル・スティーブンスのマネージャーとなる。しかし11月に体調不良や腰痛などで緊急入院することになる。検査の結果、腎臓の肥大と電解質代謝異常が判明する。その後すぐに退院したが、しばらくは自宅で療養することとなる。
2007年3月30日に復帰し、復帰後はジリアン・ホールと抗争する。5月にはRAWで行われたビキニビーチブラスト・バトルロイヤルで勝利。9月からはチャック・パルンボのマネージャーとして活動する。

### 2008年 - 2011年
2008年4月にディーバコンテストで優勝するが、結果に不満のあるビクトリアがナタリヤを連れマクールと準優勝のチェリーを襲撃する。このことによりビクトリア、ナタリヤと抗争する。
7月20日グレート・アメリカン・バッシュにおいて対ナタリヤ戦で勝利し、ディーヴァズ王座初代王者となる。
12月に行われた防衛戦でマリースに敗れ王座を失う。試合後、特別レフェリーを務めていたマリアを襲撃し、ヒールターンする。
ヒールターンしてからは主にマリアやイヴ・トーレスと抗争し、王座を巡り、マリースとも抗争する。
2009年5月頃からアリシア・フォックスを従え、王座を巡り、ゲイル・キムやメリーナと抗争し、6月28日のザ・バッシュでメリーナから女子王座を奪取する。アリシアがトレードでRAWに移ってからはレイラと共にメリーナ、イヴ、マリアと抗争する。10月に行われたディーバトレードでメリーナ、イヴが移籍し、RAWから移籍してきたミッキー・ジェームスに対して執拗な仕打ちをする。ミッキーを相手にTLCの王座戦で女子王座を防衛するが、ロイヤルランブルでついに王座陥落する。しかし2月26日のSmackDown!で番組の相談役のヴィッキー・ゲレロの助けもあり再び王座に返り咲く。その後はベビーターンしたベス・フェニックスと抗争し、4月25日のエクストリーム・ルールズでの王座戦でベスに敗れ王座を失う。王座陥落後はレイラと行動を共にし始め、5月14日のスマックダウンでの2対1のハンディキャップマッチで女子王者のベスからレイラがフォールを奪い、レイラが自身初のWWE女子王座を獲得する。後にレイラとの共同王座となり、王座戦ではどちらかが闘うことになった。
NXTシーズン2ではカヴァルを指導するプロとしてレイラと共にレイ・クールとして登場している。
8月からレイラと共にRAWのディーヴァズ王者のメリーナと抗争する。9月のナイト・オブ・チャンピオンズでミシェル対メリーナの王座統一戦でミシェルが勝利し共同統一ディーヴァズ王者となった。その後からナタリヤと抗争し王座を防衛し続けていたが、11月21日のサバイバー・シリーズの2対1のハンディキャップマッチ形式の統一ディーヴァズ王座戦で敗れ、王座から陥落する。
2011年4月、フェニックスとケリー・ケリーのタッグチームに敗れ、レイラとの不和によりレイ・クールを解散した。その後もレイラとの遺恨が残り、5月1日のエクストリーム・ルーズにおいて、ノーDQ・ノーカウントアウトルールの敗者追放シングルマッチが決定。この敗者追放マッチに敗れ実際にWWEを退団した。
2025年、WWE殿堂に迎えられた。

## 得意技
エンジェル・ウィングス
相手の上半身をリバース・フルネルソンの要領で捕らえて相手の体を垂直になるまで持ち上げて相手を抱えたまま相手の体を前方へと落下させながら尻餅をつき、うつ伏せの状態になった相手の顔面を自身の両足の間へ叩きつける。
フェイス･ブリーカー（Faith Breaker）
現在のフィニッシャー。パイルドライバーの体勢から、相手の左肩と右肩に脚をかけてロックし、そのまま前方に倒れこんで顔面を打ち付ける技。AJスタイルズのスタイルズクラッシュやバイソン・スミスのバイソンテニエルと同型。
ビッグブート、回し蹴り、ハイキック
これらで試合が決まる場合もある。
スピニング・バックブリーカー
フライングクローズライン
MADT(Make a Diva Tap)

## タイトル歴
- WWE・ディーヴァズ王座 : 1回 (初代王者)
- WWE・女子王座 : 2回
- 統一ディーヴァズ王座 : 1回
- WWE殿堂：2025年[2]

## 入場曲
- Not Enough For Me -

## その他
- 2006年3月には高校時代から付き合って結婚した夫と離婚している。
- 2009年5月にWWE日本公演のプロモーションのためにトリプルHとともに来日し、29日に行われた記者会見では、参加した和田アキ子にディーヴァズ王座のレプリカベルトを贈呈するパフォーマンスを見せた。
- 2010年6月にジ・アンダーテイカーと結婚。